# シウミン
シウミン（朝: 시우민、英: Xiumin、1990年3月26日 - ）は、韓国出身の男性歌手で俳優。SMエンタテインメント（以下SM）に所属する男性アイドルグループEXOならびにEXO-M、EXO-CBXのメンバーで、ポジションはサブボーカルである。2019年5月7日に陸軍に入隊、2020年12月6日に除隊。

## 人物
本名はキム・ミンソク（朝: 김민석、漢：金珉錫、英: Kim Min-seok）、京畿道九里市出身。血液型はB型で、妹が1人いる。幼少時より剣道とテコンドーを習っていた。慶熙サイバー大学校文化芸術経営学科、カトリック関東大学校一般大学院音楽学科実用音楽。EXOでの架空能力設定は氷結 （frost）。ゲームのレベルが最大99であることとグループ中誕生日が一番早くEXOの最年長であることから、一番大きい数字の99を背番号にした。
東方神起のファンクラブ出身で「自分にとって東方神起は神。東方神起がいなければEXOにならなかったはず」とデビュー後に述べており、EXOのメンバーから「成功したカシオペア」だと言及されている。芸能人のファンではない一般人まで夢中にさせることから「マグルキング」、番組登場後にリアルタイム検索語ランキングに浮上することから「リアルタイム検索妖精」と呼ばれるようになった。包子 （パオズ）というニックネームがある。趣味特技は運動、サッカー、剣道、テコンドー。よく聴く音楽はロック・バラードとバラード。好きな食べ物は火鍋で、世界中で最も美味しいと思う中華料理の中でも特に四川料理が好物。好きな飲み物はコーヒーで特にアメリカーノを好む。好きな映画は『X-MEN』。綺麗好き。仲の良い芸能人はINFINITEドンウやVIXXエン。韓国プロ野球LGツインズのファンであることで有名

## 来歴

### デビュー前
2008年にJYPエンターテインメントのオーディションを受けるも不合格となる。
同年開催のSMEverysing Contestで準優勝したことがきっかけでSMエンタテインメントの練習生となる。
2012年1月25日公開の予告映像を通じてメンバー中7番目に初披露された。

### 2015 - 2019：デビュー後
2012年4月8日、EXO-Mのメンバーとして正式デビュー。
2014年3月26日の誕生日の午前0時、シウミンがリアルタイム検索ワードの1位に浮上した。
2015年1月にはミュージカルデビューを果たす。
2015年10月26日ドラマ『恋はチャレンジ！～ドジョンに惚れる～』ショーケースに出演。
11月19日トークコンサート「Play the Challenge」に出演。
2016年6月22日映画『キム・ソンダル』ショーケースに参加。10月、チェン、ベクヒョンとEXO-CBXを結成、EXOの初ユニットとして韓国でデビューした。
2017年3月26日シウミンのファンコミュニティMANDOO.NETが、低所得家庭児童への寄付活動として後援金1000万ウォン（約100万円）をHOLT児童福祉会に送った。4月6日タイヤバンクKBOリーグ始球式で投球。5月、所属ユニットEXO-CBXが日本でデビュー。

## 作品

### ミニアルバム
- Brand New(2022年)

### 楽曲
- You Are The One(2015年) - ドラマ『恋はチャレンジ！～ドジョンに惚れる～』ソロOST[29]
- AOAジミン feat. シウミン「Call You Bae」(2016年)[30]
- Young & Free(2017年) - NCTマークとのコラボレーション[31]

### DVD・ブルーレイ
- 恋はチャレンジ！～ドジョンに惚れる～(2016年)[32]
- キム・ソンダル 大河を売った詐欺師たち(2017年)[33]

## 出演

### ドラマ
| 年度 | 放送局       | 題名                                 | 役名           | 参考          |
| ---- | ------------ | ------------------------------------ | -------------- | ------------- |
| 2016 | Naver TVcast | 恋はチャレンジ！～ドジョンに惚れる～ | ナ・ドジョン役 | [ 34 ] [ 35 ] |
| 2023 |              | 社長ドルマート                       | シン テホ役    | [ 36 ]        |

### 映画
| 年度 | 題名                                  | 役名     | 参考   |
| ---- | ------------------------------------- | -------- | ------ |
| 2016 | キム・ソンダル 大河を売った詐欺師たち | キョン役 | [ 37 ] |

### バラエティ番組
| 年度 | 放送局       | タイトル                   | 役割   | 備考           | 参考          |
| ---- | ------------ | -------------------------- | ------ | -------------- | ------------- |
| 2013 | Y-STAR       | 食神ロード                 | ゲスト |                | [ 38 ]        |
| 2014 | 深セン衛生TV | 年代秀                     | ゲスト | with レイ(EXO) | [ 39 ]        |
| 2015 | JTBC         | クライムシーン2            | ゲスト |                | [ 40 ] [ 41 ] |
| 2015 | ディズニーCh | ミックーマウス・クラブ     | ゲスト |                | [ 42 ] [ 43 ] |
| 2016 | MBC          | セクションTV芸能通信       | ゲスト |                | [ 44 ] [ 45 ] |
| 2016 | KBS2         | スーパーマンが帰って来た   | ゲスト |                | [ 46 ]        |
| 2016 | KBS2         | マネージャーなしで旅       | ゲスト |                | [ 47 ]        |
| 2017 | MBC          | 布団の外は危険             | ホスト |                | [ 48 ] [ 49 ] |
| 2018 | tvN          | 人生酒場                   | ゲスト |                | [ 50 ]        |
| 2018 | MBC          | 布団の外は危険             | ホスト |                | [ 51 ]        |
| 2019 | MBC          | 私は一人で暮らす           | ゲスト |                | [ 52 ] [ 53 ] |
| 2020 | tvN          | いつまで肩踊りをさせるのか | ゲスト | 除隊後初       | [ 54 ]        |
| 2021 | MBC          | 探してほしい！ホームズ     | ゲスト |                | [ 55 ]        |
| 2021 | チャンネルS  | 神と共に                   | MC     |                | [ 56 ] [ 57 ] |
| 2021 | チャンネルS  | 神と共に2                  | MC     |                | [ 58 ]        |

### ミュージカル
- スクール・オズ(2015年) - アクイラ役、ホログラムミュージカル[59]
- 帰還：あの日の約束（2019年）[60]
- ハデスタウン（2021年）[61]

### 音楽MC
| 年度 | 放送局    | 番組名                            | 放送日   | 参考   |
| ---- | --------- | --------------------------------- | -------- | ------ |
| 2013 | MBC       | ショー 音楽中心                   | 9月28日  | [ 62 ] |
| 2013 | MBC MUSIC | SHOW CHAMPION                     | 12月18日 | [ 63 ] |
| 2014 | MBC       | ショー 音楽中心                   | 1月4日   | [ 64 ] |
| 2019 | SMT       | チェン「4月、そして花」音楽鑑賞会 | 4月1日   | [ 65 ] |
| 2021 | SMT       | ベクヒョン「Bambi」記者懇談会     | 3月30日  | [ 66 ] |

### ラジオ
| 年度 | 放送局      | ラジオ名                         | 役割   | 参考   |
| ---- | ----------- | -------------------------------- | ------ | ------ |
| 2013 | KBSクールFM | SUPER JUNIORのKISS THE RADIO     | ゲスト | [ 67 ] |
| 2013 | MBC標準FM   | シンドンの退屈打破               | 一日DJ | [ 68 ] |
| 2015 | MBC FM4U    | 正午の希望曲、キム・シニョンです | ゲスト | [ 69 ] |
| 2021 | NEVER NOW.  | 東方神起 チャンミンのフリーハグ  | ゲスト | [ 70 ] |
| 2021 | SBSパワーFM | パク・ソヒョンのラブゲーム       | ゲスト | [ 71 ] |

### ミュージックビデオ
- JIN「Gone」(2013年)[72]
- イム・チャンジョン「焼酎一杯」(2014年)[73]

## 雑誌
| 年度 | 月号   | 雑誌名        | 参考          |
| ---- | ------ | ------------- | ------------- |
| 2013 | 12月号 | THE CELEBRITY | [ 74 ]        |
| 2015 | 7月号  | THE CELEBRITY | [ 75 ]        |
| 2016 | 8月号  | 1st Look      | [ 76 ] [ 77 ] |
| 2017 | 1月号  | GRAZIA        | [ 78 ]        |
| 2017 | 7月号  | JELLY         | [ 79 ]        |
| 2017 | 7月号  | Popteen       | [ 80 ] [ 81 ] |
| 2019 | 4月号  | BAZAAR        | [ 82 ]        |
| 2021 | 1月号  | Allure Korea  | [ 83 ]        |

## 受賞歴
| 受賞日 | 授賞式                | 賞                                      | 参考   |
| ------ | --------------------- | --------------------------------------- | ------ |
| 2015   | Crime Scene Awards    | 最高のゲスト賞                          | [ 84 ] |
| 2015   | 2015 APAN Star Awards | SNSウェブドラマ賞                       | [ 85 ] |
| 2017   | Click! StarWars       | 個人ランキング10週連続1位名誉の殿堂入り | [ 86 ] |